# Mezinárodní turnaj v ledním hokeji 1968 (SSSR)
Mezinárodní turnaj v ledním hokeji se konal od 1. do 4. prosince 1968 v Moskvě. Zúčastnili se tři reprezentační týmy a "B" družstvo Sovětského svazu. Hrálo se jednokolovým systémem každý s každým. Mužstvo USA těsně před turnajem odstoupilo.

## Výsledky a tabulka
|    |          | SSSR "A"      | SSSR "B"      | FIN    | CAN    | V | R | P | Skóre | B |
| 1. | SSSR "A" | Sovětský svaz | 5:2           | 5:2    | 6:0    | 3 | 0 | 0 | 16:2  | 6 |
| 2. | SSSR "B" | 2:5           | Sovětský svaz | 2:2    | 4:3    | 1 | 1 | 1 | 8:10  | 3 |
| 3. | Finsko   | 2:5           | 2:2           | Finsko | 2:2    | 0 | 2 | 1 | 6:9   | 2 |
| 4. | Kanada   | 0:6           | 3:4           | 2:2    | Kanada | 0 | 1 | 2 | 5:12  | 1 |

 SSSR "B" -  Kanada 4:3 (1:2, 2:1, 1:0)
1. prosince 1968 - Moskva
 SSSR "A" -  Finsko 5:2 (5:1, 0:1, 0:0)
1. prosince 1968 - Moskva
 SSSR "A" -  SSSR "B" 5:2 (2:0, 2:1, 1:1)
2. prosince 1968 - Moskva
 Kanada -  Finsko 2:2 (2:1, 0:1, 0:0)
2. prosince 1968 - Moskva
 SSSR "B" -  Finsko 2:2 (0:1, 1:0, 1:1)
4. prosince 1968 - Moskva
 SSSR "A" -  Kanada 6:0 (2:0, 0:0, 4:0)
4. prosince 1968 - Moskva

### Nejlepší hráči
| Brankář | Urpo Ylönen   |
| Obránce | Jack Bownes   |
| Útočník | Lasse Oksanen |